# Distrikt Rubanda
Rubanda ist ein Distrikt in Westuganda in Ostafrika. Die Hauptstadt des Distrikts ist Rubanda. Der Distrikt liegt Hoch mit vulkanischen Bergen und Hügeln, die durch V-förmige Täler getrennt sind. Der Bunyonyi-See, der zweittiefste See Afrikas, befindet sich im Distrikt.

## Lage
Der Distrikt Rubanda grenzt im Osten und Norden an den Distrikt Kabale, im Nordwesten an den Distrikt Kanungu, im Westen an den Distrikt Kisoro und im Süden an Ruanda.

## Geschichte
Der Distrikt Rubanda wurde vom ugandischen Parlament geschaffen und existiert seit dem 1. Juli 2016. Davor war der Distrikt Teil des Distrikts Kabale.

## Demografie
Die Bevölkerungszahl wird für 2020 auf 208.500 geschätzt. Davon lebten im selben Jahr 86,5 Prozent in städtischen Regionen und 13,5 Prozent in ländlichen Regionen. Die Mehrheit der Bevölkerung gehört zu den Bakiga, mit einer geringeren Anzahl von Batwa.
| Zensusjahr | Einwohnerzahl |
| ---------- | ------------- |
| 2002       | 172.780       |
| 2014       | 196.896       |

## Wirtschaft
Der Distrikt verfügt über große Eisenerzvorkommen. Andere vorkommende Mineralien sind Wolfram, Gold und Torf.